# Ванек, Томас
То́мас Ва́нек (нем. Thomas Vanek; 19 января 1984, Баден, Австрия) — австрийский хоккеист, левый нападающий. Был признан лучшим спортсменом Австрии 2007 года. На Драфте НХЛ 2003 года он был выбран «Баффало» под общим 5-м номером, что является рекордом для хоккеистов Австрии.

## Юность
Родился в Бадене, Австрия. Его мать, Ярмила, была словачкой, а отец, Зденек, чехом. Они эмигрировали из Чехословакии в Австрию в 1982 году. Томас вырос в Целль-ам-Зе и Граце, в городах, где его отец профессионально играл в хоккей. В 1998 году, в возрасте 14 лет, он переехал в США, где учился в школе О’Горман. После учёбы Ванек играл за хоккейную команду «Су-Фолс Стэмпид».

## Карьера

### Студенческая карьера и АХЛ
После игры за «Су-Фолс» в USHL, Ванек поступил в Миннесотский университет, где выступал за команду «Миннесота Голден Гоферс». В первый же сезон он набрал 62 (31+31) очка. Вместе с командой он выиграл не только чемпионат WCHA, но и одержал победу в объединённом турнире NCAA. Томас был признан MVP турнира, благодаря решающим шайбам в полуфинале и финале. По итогам сезона он также получил приз MVP и в «Миннесоте», став первым новичком, удостоенным такой чести. К тому же, он был назван новичком года WCHA, став лишь третьим игроком «Голден Гоферс», выигравшим эту награду.
После сезона, на Драфте НХЛ 2003 года, он был выбран в 1 раунде под общим 5-м номером клубом «Баффало Сейбрз». Такой высокий номер на драфте является рекордом для хоккеистов Австрии. Второй сезон за «Миннесоту» не принёс столько наград, сколько дебютный. Вместе с командой Ванек вновь выиграл лишь чемпионат WCHA. Как и в прошлом году он вошёл во вторую Сборную всех звёзд лиги. Результативность также немного снизилась: 51 (26+25) очко в 38 играх. Ванек занял пятое место среди бомбардиров лиги.
Сезон 2004/05 Ванек провёл в АХЛ, в фарм-клубе «Сейбрз» — «Рочестер Американс». 68 очков Томаса в 74 играх помогли «Рочестеру» показать лучший результат в истории в регулярном сезоне. Ванек финишировал вторым в команде по набранным очкам, отстав на 11 очков от Криса Тэйлора. Он также занял второе место среди бомбардиров-новичков лиги.

### Карьера в НХЛ

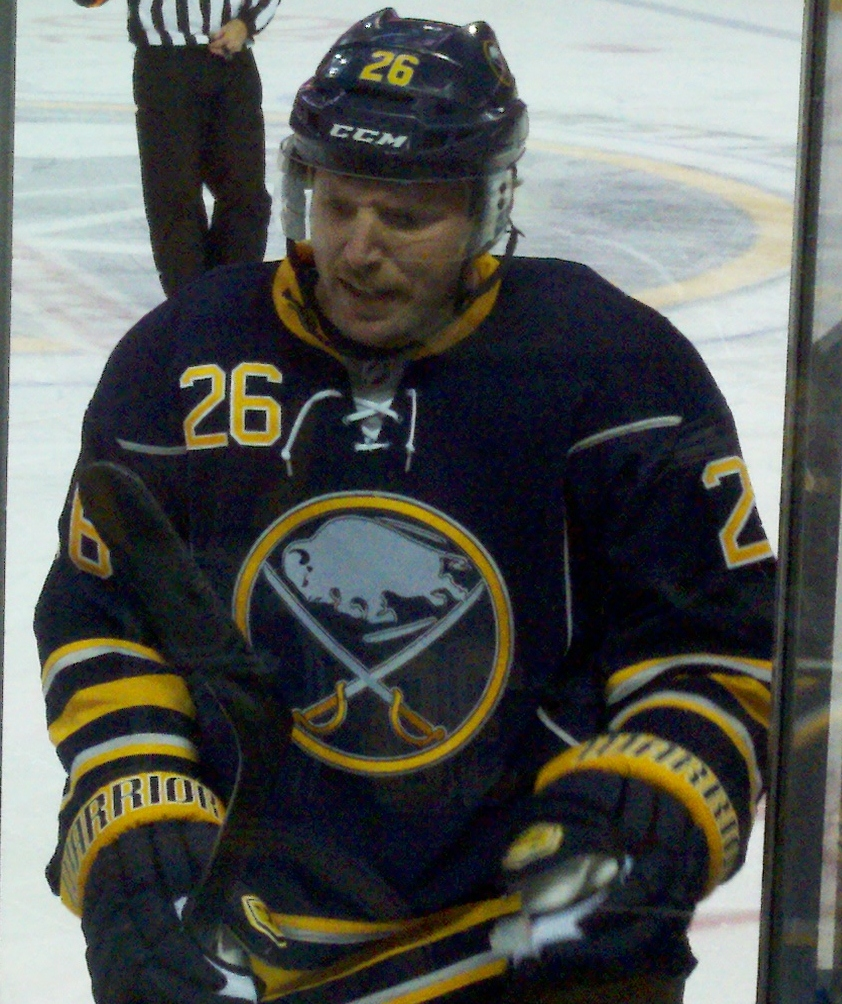
Ванек в сезоне 2011/12

3 сентября 2004 года Ванек подписал трёхлетний контракт с «Баффало Сейбрз», но начал играть за «Сейбрз» только с сезона 2005/06. Он стал очень перспективным новичком сезона, набрав 48 (25+23) очков за 81 игру. Также на его счету было 2 заброшенные шайбы в плей-офф. В следующем сезоне Ванек установил свои лучшие статистические показатели в НХЛ. Он сыграл во всех 82 матчах сезона, забросив 43 шайбы (пятое место в лиге) и отдав 41 голевую передачу. Томас заработал лучший показатель полезности в чемпионате «+47» и получил награду «НХЛ Плюс/минус». После сезона Ванек подписал с «Баффало» семилетний контракт на сумму $50 млн.
Несмотря на свой новый прибыльный контракт, сезон 2007/08 для Томаса сложился менее результативным. Он набрал 64 (36+28) очка в 82 матчах. 13 декабря 2008 года Ванек помог достичь «Баффало» большого достижения, забросив 10 000 гол в истории клуба. В разгар сезон 2008/09 Ванек был приглашен на Матч всех звёзд НХЛ 2009 в Монреале. На конкурсе «Суперскиллз» он помог команде Востока выиграть конкурс по реализации буллитов. 7 февраля Томас получил силовой приём от Антона Волченкова из «Оттавы», в результате которого у него оказалась сломана челюсть. На следующий же день ему была сделана операция, после которой было объявлено, что он выбыл на срок от трёх до четырёх недель. Он окончил сезон в лидерах по количеству заброшенных шайб в большинстве (20).
Сезон 2009-10 Ванек снова начал с травмы. По итогам сезона он набрал 53 (28+25) очка в 71 играх. Также в плей-офф Томас заработал 3 результативных балла в трёх матчах. Следующий сезон прошёл для Ванека более удачным: он впервые с 2007 года набрал более 70 очков за сезон. В сезоне 2011-12 Томас заработал 61 (26+35) очка в 80 матчах.
В сезоне 2012/13 на период локаута Ванек выступал в клубе Австрийской хоккейной лиги «Грац Найнти Найнерс». После месяца игры в Граце Томас вернулся в Северную Америку. За 11 игр в чемпионате Австрии он забросил 5 шайб и отдал 10 передач. Возобновившийся после локаута сезон в НХЛ Ванек начал очень удачно, набрав 15 (6+9) очков в шести играх. Он был признан третьей звездой января в лиге. После этого его результативность немного снизилась и сезон он закончил, набрав 41 (20+21) очко. Сезон 2013/14 Ванек начал в ранге капитана команды. Несмотря на это, он провёл в «Баффало» всего 13 игр и в конце октября был обменян на Мэтта Моулсона и выбор на драфте в «Нью-Йорк Айлендерс».
В «Нью-Йорк Айлендерс» Ванек продолжил показывать хорошую результативность. Однако 5 марта Томас был обменян в «Монреаль Канадиенс» на Себастьяна Коллберга и выбор во втором раунде драфта. Дело в том, что Ванек становился неограниченно свободным агентом после этого сезона. Он отклонил предложение «Островитян» о новом контракте в надежде получить лучшее предложение предстоящим летом.
В «Монреале» Ванек впервые для себя с 2011 года принял участие в плей-офф. Вместе с командой он дошёл до полуфинала Восточной конференции, где «Канадиенс» уступили «Нью-Йорк Рейнджерс». В 17 матчах розыгрыша Кубка Стэнли Томас набрал 10 (5+5) результативных баллов. При этом Ванек отметил, что мог бы больше помочь команде в атаке, однако не получил от тренерского штаба шанса себя проявить. 4 июня 2014 года стало известно, что «Хабс» не будут подписывать с австрийцем новый контракт до истечения старого. Это означает, что 1 июля Ванек стал неограниченно свободным агентом.
1 июля 2014 года Ванек подписал трёхлетний контракт с клубом «Миннесота Уайлд» на сумму 19.5 миллионов долларов.
В сезоне 2015/16 набрал лишь 41 очко в 74 матчах, и «Миннесота» выкупила последний год контракта Томаса. В результате Ванек стал неограниченно свободным агентом и заключил однолетний контракт с «Детройт Ред Уингз» на $ 2,6 млн. В дедлайн был обменян во «Флориду Пантерз». Набрав 10 очков и забив лишь 2 гола в 20 играх за «Флориду», не смог помочь команде попасть в плей-офф и вновь стал неограниченно свободным агентом по окончании сезона.
Летом 2017 года подписал однолетний контракт с «Ванкувер Кэнакс» на $ 2 млн несмотря на то, что «Детройт» хотел вернуть Ванека и вел с ним переговоры. К дедлайну 2018 года «Ванкувер» лишился шансов на плей-офф, а Томас был 2-м бомбардиром команды после Брока Бёсера, набрав 41 очко в 61 матче. В дедлайн вновь был обменян, на этот раз в «Коламбус Блю Джекетс», на Юсси Йокинена и Тайлера Мотта.
Летом вернулся в Детройт и подписал 1-летний контракт на $ 3 млн с «Ред Уингз».
4 января 2019 года провел свой 1000-й матч в НХЛ против «Нэшвилл Предаторз», в котором забросил шайбу. Ванек является единственным австрийцем, сыгравшим более 1000 матчей в НХЛ.
В феврале 2020 года объявил о завершении карьеры игрока.

### Международная карьера
Ванек начал играть за сборную Австрии в 18 лет с выступления в Первом дивизионе молодёжного чемпионата мира. На турнире 2002 года австрийцы заняли второе место, а Томас был признан лучшим нападающим. В следующем году сборная Австрия решила задачу с выходом в ТОП-дивизион. Ванек внёс весомый вклад в этот успех, забросив 9 шайб и став лучшим снайпером соревнования. На МЧМ-2004 австрийцы выступили неудачно, сразу же покинув элиту. Томас показал меньшую результативность относительно своих прошлых турниров, набрав лишь 4 (3+1) очка в 6 матчах.
В том же году Ванек дебютировал за взрослую сборную на чемпионате мира. Турнир сложился для него весьма удачно: сборная заняла неплохое 11-е место, а сам он набрал 7 (2+5) очков в 6 матчах. В 2005 году Ванек пытался помочь австрийцам квалифицироваться Олимпийские игры, но сборная не сумела пройти отбор. В 2008 году он помог своей сборной вновь вернуться в элитный дивизион. Но как и в случае с молодёжным чемпионатом, следующий же турнир, в котором участвовал и Ванек, вновь возвратил команду в первый дивизион.
На чемпионате мира 2013 Ванек впервые за 4 года вернулся в национальную сборную. Несмотря на его 6 очков в 7 матчах, сборная Австрии вылетела в первый дивизион А. В 2014 году Ванек впервые принимал участие в Олимпийских играх. Он был назначен капитаном сборной на Олимпийском хоккейном турнире. Сборная Австрии в итоге заняла 10 место, а сам Ванек отметился лишь одной результативной передачей.

## Личная жизнь
Ванек женат на своей давней подруге Эшли. У них трое сыновей: Томас Блэйк и близнецы Лука Роберт и Кейд Эштон. У них также есть собака по кличке Дизель. Ванек называет своим хобби футбол, теннис, гольф, а также рыбалку.

## Статистика
| Легенда | Легенда                    | Легенда | Легенда                   | Легенда | Легенда    |
| ------- | -------------------------- | ------- | ------------------------- | ------- | ---------- |
| И       | Количество проведённых игр | Штр     | Штрафное время            | +/−     | Плюс-минус |
| Г       | Голы                       | П       | Голевые передачи          | О       | Очки       |
| -       | Статистика неизвестна      | —       | Статистика не учитывалась |         |            |

### Международная
По данным: Eliteprospects.com Архивировано 17 февраля 2012 года. и NHL.com Архивная копия от 7 января 2012 на Wayback Machine

## Достижения

### Командные
| Год           | Команда                 | Достижение                                                          | Достижение |
| ------------- | ----------------------- | ------------------------------------------------------------------- | ---------- |
| Клубные       |                         |                                                                     |            |
| 2003, 2004    | Миннесота Голден Гоферс | Чемпион WCHA (2)                                                    | [ 28 ]     |
| 2003          | Миннесота Голден Гоферс | Победитель турнира NCAA Championship                                | [ 28 ]     |
| 2007          | Баффало Сейбрз          | Обладатель Президентского Кубка                                     |            |
| Международные |                         |                                                                     |            |
| 2003          | Австрия (мол.)          | Победитель Первого дивизиона молодёжного чемпионата мира (Группа B) | [ 28 ]     |
| 2008          | Австрия                 | Победитель Первого дивизиона чемпионата мира (Группа A)             | [ 28 ]     |

### Личные
| Год           | Команда                 | Достижение                                                                  | Достижение |
| ------------- | ----------------------- | --------------------------------------------------------------------------- | ---------- |
| Клубные       |                         |                                                                             |            |
| 2002          | Су-Фолс Стэмпид         | Лучший снайпер USHL                                                         | [ 28 ]     |
| 2002          | Су-Фолс Стэмпид         | Лучший бомбардир USHL                                                       | [ 28 ]     |
| 2002          | Су-Фолс Стэмпид         | Попадание в первую Сборную всех звёзд USHL                                  | [ 28 ]     |
| 2002          | Су-Фолс Стэмпид         | MVP USHL                                                                    | [ 29 ]     |
| 2003          | Миннесота Голден Гоферс | Попадание в Сборную новичков WCHA                                           | [ 29 ]     |
| 2003, 2004    | Миннесота Голден Гоферс | Попадание во вторую Сборную всех звёзд WCHA (2)                             | [ 29 ]     |
| 2003          | Миннесота Голден Гоферс | Новичок года WCHA                                                           | [ 29 ]     |
| 2003          | Миннесота Голден Гоферс | Попадание в Символическую сборную турнира NCAA Championship                 | [ 29 ]     |
| 2003          | Миннесота Голден Гоферс | MVP турнира NCAA Championship                                               | [ 29 ]     |
| 2005          | Рочестер Американс      | Попадание в Сборную новичков АХЛ                                            | [ 29 ]     |
| 2007          | Баффало Сейбрз          | Участник Матча молодых звёзд НХЛ                                            | [ 30 ]     |
| 2007          | Баффало Сейбрз          | Обладатель «НХЛ Плюс/минус Эворд»                                           | [ 28 ]     |
| 2007          | Баффало Сейбрз          | Попадание во вторую Сборную всех звёзд НХЛ                                  | [ 28 ]     |
| 2009          | Баффало Сейбрз          | Участник Матча всех звёзд НХЛ                                               | [ 28 ]     |
| Международные |                         |                                                                             |            |
| 2002          | Австрия (мол.)          | Лучший нападающий Первого дивизиона молодёжного чемпионата мира (Группа A)  | [ 28 ]     |
| 2003          | Австрия (мол.)          | Лучший снайпер Первого дивизиона молодёжного чемпионата мира (Группа B)     | [ 28 ]     |
| 2008          | Австрия                 | Лучший снайпер Первого дивизиона чемпионата мира (Группа A)                 | [ 28 ]     |
| 2008          | Австрия                 | Попадание в Сборную всех звёзд Первого дивизиона чемпионата мира (Группа A) | [ 28 ]     |

Другие
| Год  | Достижение               | Достижение |
| ---- | ------------------------ | ---------- |
| 2007 | Лучший спортсмен Австрии | [ 3 ]      |